# Carry On (franquia)
Carry On (prt/bra: Com Jeito Vai) é uma franquia de comédia britânica composta por 31 filmes, quatro especiais de Natal, uma série de televisão e espetáculos de palco produzidos entre 1958 e 1992. Produzidos por Peter Rogers, os filmes de Carry On foram dirigidos por Gerald Thomas e estrelaram um elenco regular que incluía Sid James, Kenneth Williams, Charles Hawtrey, Joan Sims, Kenneth Connor, Peter Butterworth, Hattie Jacques, Terry Scott, Bernard Bresslaw, Barbara Windsor, Jack Douglas e Jim Dale. O humor de Carry On era da tradição cômica britânica de music hall e cartões postais obscenos. O sucesso dos filmes levou a vários spin-offs, incluindo quatro especiais de Natal para a televisão (1969-1973), uma série de televisão de 1975 com 13 episódios, um show de palco no West End e dois shows de verão.
A série Carry On contém o maior número de filmes de qualquer franquia de filmes britânicos e é a segunda mais longeva, embora com um intervalo de 14 anos (1978-1992) entre a 30ª e a 31ª obras. A série de filmes de James Bond é a mais longeva, tendo começado em 1962, quatro anos após o primeiro Carry On, embora com menos filmes.
Rogers e Thomas foram responsáveis por todos os 31 filmes, geralmente dentro do prazo e de um orçamento limitado, e muitas vezes empregaram a mesma equipe - alguns dos quais também eram regulares na franquia James Bond, como Peter Lamont, Alan Hume e Anthony Waye. Entre 1958 e 1992, a franquia empregou sete roteiristas, mais frequentemente Norman Hudis (1958-1962) e Talbot Rothwell (1963-1974). A Anglo-Amalgamated produziu 12 filmes (1958-1966) e a Rank Organisation produziu 18 (1966-1978), enquanto a United International Pictures produziu 1 (1992).
Todos os filmes foram feitos no Pinewood Studios, perto de Iver Heath, Buckinghamshire. As restrições orçamentárias fizeram com que grande parte das filmagens fosse realizada perto dos estúdios, no sul de Buckinghamshire e arredores, incluindo áreas de Berkshire e Middlesex. No entanto, no final da década de 1960, no auge do sucesso da franquia, enredos mais ambiciosos ocasionalmente exigiam locações mais distantes, que incluíam o Parque Nacional de Snowdonia, no País de Gales (com o pé da montanha Yr Wyddfa substituindo o Passo Khyber em Carry On Up the Khyber), e as praias da costa de Sussex como dunas de areia do Saara em Follow That Camel.

## Contexto
Carry On Sergeant (1958) é sobre um grupo de recrutas que cumprem o Serviço Nacional; seu título, um comando comumente dado por oficiais do exército a seus sargentos no decorrer de suas tarefas rotineiras, estava de acordo com seu cenário. O filme foi bem-sucedido o suficiente para inspirar um empreendimento semelhante, novamente com foco em uma profissão estabelecida e respeitada, em Carry On Nurse. Quando esse também foi bem-sucedido, outras incursões com Carry On Teacher e Carry On Constable estabeleceram a franquia. Esse "padrão" inicial foi quebrado com o quinto filme em 1961, Carry On Regardless, mas ainda seguia um enredo semelhante ao de muitos dos primeiros filmes - um pequeno grupo de novatos desajustados em um trabalho comete erros cômicos, mas se unem para ter sucesso no final.
O restante da franquia se desenvolveu com maior uso das tradições cômicas britânicas de music hall e cartões postais obscenos. Muitos títulos parodiavam filmes mais sérios, como as homenagens irônicas a James Bond (Carry On Spying), filmes de faroeste (Carry On Cowboy) e filmes de terror da Hammer Film Productions (Carry On Screaming!). O mais impressionante deles foi Carry On Cleo (1964), no qual a equipe de produção, preocupada com o orçamento, fez uso total de alguns cenários impressionantes que haviam sido criados em 1960 para o filme épico Cleópatra (1963) de Richard Burton e Elizabeth Taylor, mas que foram abandonados quando a produção foi transferida para Roma. Carry On Emmannuelle, inspirado no filme de pornografia suave Emmanuelle, encerrou a série original de Carry On.
A principal característica do humor de Carry On era a insinuação e a denúncia de instituições e costumes britânicos, como o Serviço Nacional de Saúde (Carry On Nurse, Carry On Doctor, Carry On Again Doctor, Carry On Matron e o filme proposto Carry On Again Nurse), a monarquia (Carry On Henry), o Império Britânico (Carry On Up the Khyber), as forças armadas (Carry On Sergeant, Carry On England, Carry On Jack e o filme proposto Carry On Flying and Escaping), a polícia (Carry On Constable) e os sindicatos (Carry On At Your Convenience), bem como acampamentos (Carry On Camping), férias no exterior (Carry On Cruising, Carry On Abroad), concursos de beleza (Carry On Girls), férias em caravanas (Carry On Behind) e o sistema educacional (Carry On Teacher), entre outros. Embora os filmes tenham sido muitas vezes reprovados pela crítica, eles se mostraram, em sua maioria, muito populares entre o público. Em 2007, o trocadilho "Infamy, infamy, they've all got it in for me" (Infâmia, infâmia, todos eles têm isso para mim), dito por Kenneth Williams (interpretando Júlio César) em Carry on Cleo, foi eleito a piada de uma linha mais engraçada da história do cinema. Entretanto, essa frase foi originalmente escrita por Frank Muir e Denis Norden para Jimmy Edwards na série de rádio Take It From Here, alguns anos antes.
Um filme foi lançado em 1957 com o título Carry On Admiral; embora fosse uma comédia semelhante (e até contasse com Joan Sims no elenco), não tem nenhuma ligação com a franquia Carry On em si. O filme Carry On London, muito anterior, de 1937, também não tem relação (embora coincidentemente tenha estrelado o futuro ator de Carry On, Eric Barker).
O elenco era mal remunerado - cerca de £5.000 por filme para um ator principal. Em seus diários, Kenneth Williams lamentou esse fato e criticou vários dos filmes, apesar de seu apreço declarado pela franquia como um todo. Peter Rogers, produtor da série de filmes, reconheceu: "Valeu a pena cuidar de Kenneth porque, embora ele custasse muito pouco [...], ele fez muito dinheiro para a franquia."

## Elenco
A série de filmes Carry On inclui um amplo elenco nos filmes e em outras adaptações. O elenco principal regular incluía Sid James, Kenneth Williams, Charles Hawtrey, Joan Sims, Kenneth Connor, Peter Butterworth, Hattie Jacques, Bernard Bresslaw, Barbara Windsor e Jim Dale.

## Filmografia
- Carry On Sergeant (1958)

- Carry On Nurse (1959)

- Carry On Teacher (1959)

- Carry On Constable (1960)

- Carry On Regardless (1961)

- Carry On Cruising (1962)

- Carry On Cabby (1963)

- Carry On Jack (1964)

- Carry On Spying (1964)

- Carry On Cleo (1964)

- Carry On Cowboy (1965)

- Carry On Screaming! (1966)

- Don't Lose Your Head (1967)

- Follow That Camel (1967)

- Carry On Doctor (1967)

- Carry On Up the Khyber (1968)

- Carry On Camping (1969)

- Carry On Again Doctor (1969)

- Carry On Up the Jungle (1970)

- Carry On Loving (1970)

- Carry On Henry (1971)

- Carry On at Your Convenience (1971)

- Carry On Matron (1972)

- Carry On Abroad (1972)

- Carry On Girls (1973)

- Carry On Dick (1974)

- Carry On Behind (1975)

- Carry On England (1976)

- That's Carry On! (1977)

- Carry On Emmannuelle (1978)

- Carry On Columbus (1992)

### Filmes planejados
Vários outros filmes foram planejados, roteirizados (ou parcialmente roteirizados) ou entraram em pré-produção antes de serem abandonados.

#### Carry On Again Nurse
Um pretendido sequel do bem-sucedido Carry On Nurse foi renomeado e feito como Carry On Doctor em 1967. Carry On Nurse foi aludido duas vezes em Carry On Doctor, primeiro com os subtítulos (um deles dizia Nurse Carries On Again e Death of a Daffodil) e novamente em uma cena posterior com Frankie Howerd comentando sobre um vaso de narcisos em seu quarto de hospital. Uma segunda tentativa de Carry On Again Nurse ocorreu em 1979, depois que a série deixou a Rank Films e foi transferida para a Hemdale. Um roteiro completo havia sido escrito por George Layton e Jonathan Lynn em 1977, mas a tentativa foi cancelada devido ao prejuízo financeiro de Carry On Emmannuelle.
A última tentativa de criar Carry On Again Nurse ocorreu em 1988, com um roteiro escrito por Norman Hudis, que girava em torno de um hospital que estava prestes a ser fechado e que seria estrelado pelos atores originais Barbara Windsor, Jack Douglas, Kenneth Williams, Charles Hawtrey, Kenneth Connor e Joan Sims, com Sims ocupando o papel de Matron, anteriormente ocupado por Hattie Jacques. O final do filme seria um tributo a Jacques, com Sims virando uma fotografia da atriz e perguntando: "Bem, eu me saí bem?" (o roteiro está incluído no livro The Lost Carry Ons). A produção estava programada para começar em junho de 1988, mas a morte de Williams dois meses antes, seguida pela morte de Hawtrey seis meses depois - combinada com um orçamento de £1,5 milhão, considerado muito caro - provou ser o fim do filme e ele foi cancelado.

#### Outros
- What a Carry On... (1961)

- Carry On Smoking (1961), que gira em torno de um quartel de bombeiros e de várias tentativas de treinar um grupo desastrado de novos recrutas.

- Carry On Spaceman (1961), roteirizado por Norman Hudis e planejado para ser lançado logo após Carry On Regardless. Satirizando a Corrida Espacial, o elenco consistia em três aspirantes a astronautas que constantemente se atrapalhavam em seu treinamento e em sua missão no espaço sideral; muito provavelmente o trio seria interpretado por Kenneth Williams, Kenneth Connor e Leslie Phillips, que haviam sido estabelecidos em Carry On Constable. As tentativas de reviver Carry On Spaceman em 1962, sob a direção de Denis Gifford, novamente por Hudis, fracassaram, e o projeto foi posteriormente abandonado.

- Carry On Flying (1962), sobre um grupo de recrutas da Força Aérea Real. Norman Hudis escreveu um roteiro e o filme chegou até a pré-produção antes de ser abandonado. Jim Dale deveria ter tido um papel de protagonista.

- Carry On Robin (1965), uma paródia de Robin Hood estrelando os personagens regulares de Carry On. Rogers esboçou o filme e o registrou na British Film Producers Association, mas nunca o levou adiante.[17]

- Carry On Escaping (1973), com roteiro de Talbot Rothwell, uma paródia dos filmes de fuga da Segunda Guerra Mundial. O roteiro completo está incluído no livro The Complete A-Z of Everything Carry On.

- Carry On Dallas (1980), uma paródia da popular novela americana Dallas, foi buscada em 1980. Um roteiro foi escrito e ofertas de elenco foram feitas a Williams, Connor, Douglas, Sims, Windsor, Hawtrey e Dale. A produção foi abandonada quando a produtora de Dallas, Lorimar Productions, exigiu uma taxa de royalties de 20 vezes o orçamento total da produção.[15]

- Carry On Down Under foi considerado quando, durante suas férias na Austrália, Gerald Thomas procurou locações e falou com a Australian Film Commission sobre um possível filme. A produção foi abandonada quando o financiamento fracassou, e um roteiro completo escrito por Vince Powell está incluído no livro Fifty Years of Carry On.

A última proposta de Carry On, antes da morte de Peter Rogers em 2009, foi Carry On London. Anunciado em 2003 por Rogers e pelo produtor James Black, permaneceu em pré-produção até 2008. O roteiro foi assinado pela produtora no final de março de 2008 e "centrava-se em uma empresa de limusines que transportava celebridades para um evento de premiação". O filme teve vários falsos começos, com os produtores e o elenco mudando bastante ao longo do tempo. Apenas a pouco conhecida atriz galesa Jynine James permaneceu como um nome consistente de 2003 a 2008. Danniella Westbrook, David Jason, Shaun Williamson e Burt Reynolds também estiveram ligados ao projeto. Foi anunciado em maio de 2006 que Vinnie Jones e Shane Richie estrelariam o filme, que seria dirigido por Peter Richardson, embora Ed Bye o tenha substituído mais tarde como diretor nomeado. Na festa do 50º aniversário realizada no Pinewood Studios em março de 2008, Rogers confirmou que estava planejando uma série de filmes Carry On depois de Carry On London, dependendo do sucesso do primeiro.
No início de 2009, Carry On London ou Carry On Bananas estava novamente "de volta", com Charlie Higson como diretor e uma lista de elenco diferente e mais moderna, envolvendo Paul O'Grady (como o personagem ácido de Kenneth Williams), Jynine James, Lenny Henry, Justin Lee Collins, Jennifer Ellison (como o tipo atrevido de Barbara Windsor), Liza Tarbuck (paralela a Hattie Jacques), Meera Syal, James Dreyfus e Frank Skinner (preenchendo o papel de Sid James). Apesar do interesse da nova mídia e da construção de cenários no Pinewood Studios, o filme foi mais uma vez suspenso e o projeto foi abandonado após a morte de Peter Rogers em abril de 2009.

### Reboot
Em maio de 2016, o produtor Jonathan Sothcott, da Hereford Films, anunciou planos para uma nova série de filmes Carry On, começando com Carry On Doctors e Carry On Campus. Em 12 de abril de 2017, Sothcott confirmou ao site The Hollywood News que não estava mais envolvido com a série de filmes. Em setembro de 2019, três filmes de Carry On estavam programados para serem filmados consecutivamente, depois que Brian Baker ganhou os direitos dos filmes após uma batalha legal com a ITV no início daquele ano. A produção dos novos filmes estava planejada para ocorrer na primavera de 2020. No entanto, as filmagens foram adiadas devido à pandemia da COVID-19 e pouco se ouviu falar sobre o projeto até depois da morte de Barbara Windsor em dezembro de 2020, quando Baker anunciou que usaria imagens antigas da atriz no filme, dizendo que "Barbara fará uma aparição". Baker disse ao Daily Star Sunday que "temos duas novas histórias e estamos procurando fazer uma das antigas novamente para trazê-la à qualidade moderna - provavelmente Carry On Sergeant".
A empresa de Baker, Carry On Films Ltd, foi posteriormente dissolvida.

## Spin-offs

### Televisão
Os personagens e o estilo de comédia da série de filmes Carry On foram adaptados para uma série de televisão intitulada Carry On Laughing e vários especiais de Natal.

### Espetáculos de palco
| Título                                  | Data                                       | Teatro                           | Escrito por                                  | Elenco                                                                                         | Referências |
| --------------------------------------- | ------------------------------------------ | -------------------------------- | -------------------------------------------- | ---------------------------------------------------------------------------------------------- | ----------- |
| Carry On London!                        | 4 de outubro de 1973 – Março de 1975       | Victoria Palace Theatre, Londres | Talbot Rothwell; Dave Freeman; Eric Merriman | Sid James, Barbara Windsor, Kenneth Connor, Peter Butterworth, Bernard Bresslaw e Jack Douglas | [ 31 ]      |
| Carry On Laughing: The Slimming Factory | 16 de junho de 1976 – Setembro de 1976     | Royal Opera House, Scarborough   | Sam Cree                                     | Liz Fraser, Kenneth Connor, Peter Butterworth, Jack Douglas e Anne Aston                       | [ 32 ]      |
| Wot a Carry On in Blackpool             | 22 de maio de 1992 – 25 de outubro de 1992 | North Pier, Blackpool            | Barry Cryer; Dick Vosburgh                   | Bernard Bresslaw e Barbara Windsor                                                             | [ 33 ]      |

### Álbum
Em 1971, a Music for Pleasure lançou um disco, Oh! What a Carry On! (MFP MONO 1416), com canções interpretadas por Kenneth Williams, Jim Dale, Kenneth Connor, Frankie Howerd, Bernard Bresslaw, Joan Sims, Barbara Windsor e Dora Bryan.

## Legado

### Documentários
Um documentário de televisão de 50 minutos, What's a Carry On?, foi feito em 1998 para o 40º aniversário do primeiro filme. Ele incluiu clipes de arquivo e entrevistas com os membros do elenco. Foi incluído como um extra no lançamento em DVD de Carry On Emmannuelle.
Um documentário de rádio de duas horas, Carry On Forever!, apresentado por Leslie Phillips, foi transmitido em duas partes na BBC Radio 2 em 19 e 20 de julho de 2010. Uma retrospectiva televisiva em três partes com o mesmo título, narrada por Martin Clunes, foi exibida na ITV3 no Reino Unido durante a Páscoa de 2015.

### Mídia doméstica
A série de filmes Carry On teve vários lançamentos individuais em VHS, e várias fitas de VHS foram lançadas em um box-set de dezoito VHS em 1º de setembro de 2003.
A série de filmes foi lançada pela primeira vez como um box-set em DVD em 1º de setembro de 2008, pela ITV Studios Home Entertainment. Cinco anos depois, em 7 de outubro de 2013, foi relançada com uma embalagem menor. Todos os filmes contidos na coleção também estão disponíveis para compra individual.
Desde 2013, o StudioCanal lançou uma série de filmes Carry On em Blu-ray, começando com Carry On Screaming! (21 de outubro de 2013), Carry On Cleo (5 de maio de 2014), Carry On Cowboy (2 de junho de 2014) e Carry On Jack (7 de julho de 2014).

### Influência cultural
O sucesso da série Carry On ocasionalmente levou a paródias da série por outros comediantes contemporâneos:
- Em The Spitting Image Book, lançado em 1985, há uma referência a um filme fictício feito para a TV intitulado Carry On Up the Rectum, satirizando a clareza dos trocadilhos usados em Carry On Up the Khyber e, possivelmente, em Carry On Up the Jungle.[41]

- O mocumentário Norbert Smith: A Life (1989), de Harry Enfield, inclui um clipe de um filme imaginário, Carry On Banging (uma paródia da abordagem mais ousada dos filmes posteriores, como Carry On Dick e Carry On Emmannuelle). O cenário é o Greenham Common Women's Peace Camp da década de 1980, com a participação de Barbara Windsor, Jack Douglas e Kenneth Connor.[15]

- That Mitchell and Webb Look apresenta a esquete "Bawdy 1970s Hospital", que retrata um hospital estereotipado no estilo de Carry On, com uso frequente de duplo sentido, exceto por um médico que tem dificuldade de se encaixar, pois se sai com uma simples obscenidade, incapaz de entender a distinção.

- Um "flash frame" da cena final de Carry On Cowboy é usado na segunda temporada de The Young Ones.

- No romance de Tom Holt, When It's a Jar (2013), a franquia "Carrion" oferece uma "mistura singularmente peculiar de horror de zumbis e a tradicional comédia britânica de palhaçadas e insinuações", com títulos como Carrion Nursing, Carrion Camping e Carrion Up the Khyber.[42]

- No livro The Making of the Goodies Disaster Movie, do The Goodies, o trio visita o set de Carry On Christ para receber conselhos da equipe de Carry On, enquanto eles estão filmando uma cena relacionada a 'The Feeding of the Five Thousand', com alguns dos atores do elenco como Kenneth Williams interpretando 'Pontius Pilate', Charles Hawtrey como 'A Wise Virgin', Barbara Windsor como 'Not a Wise Virgin' e Hattie Jacques como 'The Five Thousand'.[43]

- Clipes de vários filmes Carry On são usados em In The Movies It Doesn't Hurt (1975), um curta-metragem sobre segurança em laboratórios para escolas, estrelado por Bernard Bresslaw.[44][45]

- Na música Some Girls Are Bigger Than Others, do The Smiths, um dos versos é "As Anthony said to Cleopatra, as he opened a crate of ale, oh, I say" (Como Anthony disse a Cleópatra, ao abrir um engradado de cerveja, oh, eu digo), fazendo referência a Carry on Cleo.

- Na série de televisão Funny Woman, de 2023, ambientada em meados da década de 1960, os filmes Carry On são mencionados algumas vezes, pois a estrela da série, Sophie Straw, interpretada por Gemma Arterton, recebe uma oferta para um papel em um filme proposto da série.